# Лункианос Карнеци
Лункианос Карнеци (арм. Ղունկիանոս Կարնեցի; 1781, Эрзрум — 1841, Варевани) — армянский поэт, ашуг.

## Биография
Родился в городе Эрзрум (арм.  Карин, отсюда и Карнеци), примерно в 1781 году. Отца звали Ачем Арутюн, мать — Срма Хатун. В раннем возрасте переехал с отцом в Тебриз, где выучил персидский язык. Владел также турецким и арабским. Известно, что родители отправили его в Ливан, в армяно-католический монастырь Антонян, чтобы он получил религиозное образование и стал священником, но Лункианос не принял обета безбрачия и после окончания обучения покинул монастырь. Несколько лет жил в Египте, работал секретарём во дворе Ибрагима-паши, но оставил свой пост и попытался заняться торговлей. Впрочем, из-за затонувшего корабля потерпел неудачу в своём начинании и был вынужден вновь переехать. Некоторое время провёл в Алеппо, затем в 1828 году переехал в Крым. Оттуда вернулся (через Санкт-Петербург и Тбилиси) в Армению, в область Лори. Во время своих путешествий несколько раз посещал Константинополь, недолго жил также в Ахалцихе, где занимался обучением детей и переписыванием рукописей. Однако большую часть оставшейся жизни провёл в деревне Варевани (в 13 км к северо-западу от города Ахалкалаки), где и умер в 1841 году.
Сохранились сотни его песен на армянском и турецком, и одна на курдском, но до сих пор опубликованы лишь его армянские песни на религиозные темы. Многие из них были опубликованы уже в XIX веке, вскоре после смерти поэта (в 1884, 1885, 1886 и 1894 годах). Основной мотив его песен — Дева Мария: он воспевал её так, как влюблённый воспевает свою любовь. В своих религиозных песнях Лункианос говорит о своей жизни будто устал от неё и ждёт следующую. В его поэзии иногда встречаются однако довольно редкие мотивы, как, например, в песне «Удача и Рассудок» (арм. «Բախտն ու Խելքն»), в которой Удача и Рассудок начинают спорить кто важнее, но в конечном счёте приходят к согласию, что человек может достичь успеха в этой жизни только если владеет и тем, и другим. Некоторые из своих турецких песен он изначально писал на арабском или персидским, но затем переводил на более распространённый в регионе турецкий язык. Поэзию Лункианоса высоко оценивал Валерий Брюсов, считая его одним из немногих ашугов после Саята, которым удалось внести новые элементы в ашугское искусство. Согласно ему, поэзия Лункианоса обладает мистическим оттенком, что редко встречается в творчестве ашугов. Брюсов также перевёл фрагменты из двух песен («Мечта» и «Видение») Лункианоса на русский язык.
Писал на смешанном между западноармянским и ширакским говором языке.